# Pietro Torre
Pietro Torre (Serravalle Scrivia, 25 luglio 1803 – ...) è stato un politico italiano.

## Biografia
Fu deputato del Regno di Sardegna nella III legislatura, eletto nel collegio di Serravalle.